# Viniegra de Arriba
Viniegra de Arriba é um município da Espanha 
na província e comunidade autónoma de La Rioja, de área 38,46 km² com população de 45 habitantes (2007) e densidade populacional de 1,27 hab/km².

## Demografia
| Variação demográfica do município entre 1991 e 2004 | Variação demográfica do município entre 1991 e 2004 | Variação demográfica do município entre 1991 e 2004 | Variação demográfica do município entre 1991 e 2004 |
| --------------------------------------------------- | --------------------------------------------------- | --------------------------------------------------- | --------------------------------------------------- |
| 1991                                                | 1996                                                | 2001                                                | 2004                                                |
| 44                                                  | 56                                                  | 55                                                  | 49                                                  |